# آسیب عصبی
آسیب عصبی آسیب به بافت عصبی است. هیچ سامانه دسته‌بندی واحدی وجود ندارد که بتواند انواع مختلف آسیب عصبی را توصیف کند. در سال ۱۹۴۱، سدون دسته‌بندی آسیب‌های عصبی را بر اساس سه نوع اصلی آسیب رشته عصبی و اینکه آیا پیوستگی عصبی وجود دارد، ارائه داد. با این حال، معمولاً آسیب عصبی (محیطی) بر اساس میزان آسیب به عصب و بافت همبند پیرامون آن در پنج مرحله دسته‌بندی می‌شود، زیرا سلول‌های گلیال پشتیبانی‌کننده نیز ممکن است درگیر شوند. بازسازی عصبی در دستگاه عصبی محیطی برخلاف دستگاه عصبی مرکزی امکان‌پذیر است. فرایندهایی که در بازسازی عصبی محیطی رخ می‌دهد را می‌توان به رویدادهای مهم زیر تقسیم کرد: فساد والرین، بازسازی/رشد آکسون و احیای دوباره عصب. حوادثی که در بازسازی محیطی اتفاق می‌افتد با توجه به محور آسیب عصب رخ می‌دهد. بیخ نزدیک به انتهای نورون آسیب‌دیده اشاره دارد که هنوز به جسم سلولی نورون متصل است و همان بخشی است که بازسازی می‌شود. بیخ دور به انتهای دیگر نورون آسیب دیده اشاره دارد که هنوز به انتهای آکسون متصل است. این بخش از نورون رو به زوال می‌رود اما در ناحیه‌ای که آکسون در حال بازسازی رشد می‌کند، باقی می‌ماند. مطالعه آسیب عصب محیطی در طول جنگ داخلی آمریکا آغاز شده و تا حد استفاده از مولکول‌های تقویت‌کننده رشد بسیار گسترش یافته‌است.